# 扎利夏 (切爾尼戈夫區)
51°51′19″N 31°15′7″E / 51.85528°N 31.25194°E
扎利夏（羅馬化：Zalissia）是烏克蘭北部的村莊，隸屬切爾尼希夫州的切爾尼希夫區。該村面積0.9平方公里，海拔高度141米，2006年人口34，人口密度每平方公里37.78人。